# 1615 au théâtre
| Années du théâtre : 1612 - 1613 - 1614 - 1615 - 1616 - 1617 - 1618    |
| Décennies du théâtre : 1580 - 1590 - 1600 - 1610 - 1620 - 1630 - 1640 |

## Événements
- Turlupin, Gros-Guillaume et Gaultier-Garguille entrent dans la troupe de l’Hôtel de Bourgogne à Paris et forment un célèbre trio spécialisé dans la farce.

## Pièces de théâtre publiées
- Miguel de Cervantes, Ocho comedias, y ocho entremeses nueuos, nunca representados, Madrid, veuve de Alonso Martin et Juan de Villarroel (Lire en ligne).
- Pieter Corneliszoon Hooft, Granida, pastorale en cinq actes avec plusieurs parties chantées, Amsterdam, Willem Blaeu.

## Pièces de théâtre représentées
- juillet : Don Gil de las calzas verdes, comédie de Tirso de Molina, Tolède, Mesón de la Fruta.

## Naissances
- Vers 1615 :
  - John Lacy, acteur comique et dramaturge anglais, né le 17 septembre 1681.
  - Samuel Tuke, officier anglais et dramaturge, mort le 26 janvier 1674.

## Décès
- Date précise non connue : 
  - Robert Armin, acteur anglais, membre de la troupe du lord chambellan, auteur de quatre comédies, né vers 1563.